# Ohvida
Ohvida es un género de arañas araneomorfas de la familia Ctenidae. Se encuentra en las Bahamas y Cuba.

## Lista de especies
Según The World Spider Catalog 12.0:
- Ohvida andros Polotow & Brescovit, 2009
- Ohvida bimini Polotow & Brescovit, 2009
- Ohvida brevitarsus (Bryant, 1940)
- Ohvida coxana (Bryant, 1940)
- Ohvida fulvorufa (Franganillo, 1930)
- Ohvida isolata (Bryant, 1940)
- Ohvida turquino Polotow & Brescovit, 2009
- Ohvida vernalis (Bryant, 1940)